# Michael Witzel
Pour les articles homonymes, voir Witzel.
Michael Witzel, né le 18 juillet 1943 à Świebodzin, est un philologue et indianiste allemand. Il est professeur de sanskrit à l'université Harvard.

## Biographie

### Jeunesse et études
Il étudie l'indologie sous la direction de Paul Thieme et Karl Hoffmann.

### Parcours professionnel
Il a été professeur à l'université de Tübingen et à l'université de Leyde (1978–1986), et l'est à l'université Harvard depuis 1986.

## Travaux
Dans son livre The Origins of the World's Mythologies paru en 2012, il soutient la thèse que les grandes mythologies de l’humanité remontent au paléolithique et peuvent être séparées en deux types : celles du Gondwana qui commencent après la création du monde et que l'on retrouvent en Afrique, autour de l'océan indien, en Océanie et en Australie; et celle de Laurasie qui racontent l'histoire de l'univers depuis sa création, ont une structuration en un récit complet, et que l'on retrouvent en Europe, en Asie et en Amérique.

## Publications

### Livre
- The Origins of the World's Mythologies, Oxford University Press, 2012, 688 p. (ISBN 978-0195367461)

### Articles
- On the localisation of Vedic texts and schools: materials on Vedic Sakhas, 7, Orientalia Lovaniensia Analecta, volume 25, 1987, pages 173–213
- Early Sanskritization. Origins and Development of the Kuru State, Electronic Journal of Vedic Studies, volume 1, numéro 4, 1995, pages 1–26
- How to enter the Vedic mind? Strategies in Translating a Brahmana text, Harvard Oriental Series, volume=1, 1996
- The development of the Vedic canon and its schools: the social and political milieu, Harvard Oriental Series, volume 2, 1997, pages 257–345
- Early Sources for South Asian Substrate Languages, Mother Tongue, 1999, pages 1–70
- The Home of the Aryans, Münchener Studien zur Sprachwissenschaft, 2000, pages 283–338
- Autochthonous Aryans? The Evidence from Old Indian and Iranian texts, Electronic Journal of Vedic Studies, 2001